# Les Yeux plus gros que l'Olympia
Albums de Black M
Les Yeux plus gros que le monde
(2014) Éternel Insatisfait
(2016)
Les Yeux plus gros que l'Olympia est un album live du chanteur franco-guinéen Black M, il a été enregistré le 22 avril 2015 à l'Olympia à Paris,.

## Liste des pistes
| Les Yeux plus gros que l'Olympia (live) | Les Yeux plus gros que l'Olympia (live)               | Les Yeux plus gros que l'Olympia (live) | Les Yeux plus gros que l'Olympia (live) | Les Yeux plus gros que l'Olympia (live) | Les Yeux plus gros que l'Olympia (live) | Les Yeux plus gros que l'Olympia (live) | Les Yeux plus gros que l'Olympia (live) | Les Yeux plus gros que l'Olympia (live) | Les Yeux plus gros que l'Olympia (live) |
| No                                      | Titre                                                 | Auteur                                  | Artiste(s)                              | Durée                                   |                                         |                                         |                                         |                                         |                                         |
| --------------------------------------- | ----------------------------------------------------- | --------------------------------------- | --------------------------------------- | --------------------------------------- | --------------------------------------- | --------------------------------------- | --------------------------------------- | --------------------------------------- | --------------------------------------- |
| 1.                                      | Solitaire (intro)                                     |                                         | Black M                                 | 1:39                                    |                                         |                                         |                                         |                                         |                                         |
| 2.                                      | Spectateur                                            |                                         | Black M                                 | 4:15                                    |                                         |                                         |                                         |                                         |                                         |
| 3.                                      | Mme Pavoshko                                          |                                         | Black M                                 | 4:20                                    |                                         |                                         |                                         |                                         |                                         |
| 4.                                      | On s'fait du mal                                      |                                         | Black M                                 | 3:29                                    |                                         |                                         |                                         |                                         |                                         |
| 5.                                      | Pour oublier                                          |                                         | Black M                                 | 4:37                                    |                                         |                                         |                                         |                                         |                                         |
| 6.                                      | Medley : Qataris / A la vôtre / Jemaa el-Fna          |                                         | Black M                                 | 5:03                                    |                                         |                                         |                                         |                                         |                                         |
| 7.                                      | Foutue mélodie                                        |                                         | Black M                                 | 4:10                                    |                                         |                                         |                                         |                                         |                                         |
| 8.                                      | Ma musique                                            |                                         | Black M                                 | 3:15                                    |                                         |                                         |                                         |                                         |                                         |
| 9.                                      | Le regard des gens                                    |                                         | Black M                                 | 4:37                                    |                                         |                                         |                                         |                                         |                                         |
| 10.                                     | Jessica                                               |                                         | Black M                                 | 2:19                                    |                                         |                                         |                                         |                                         |                                         |
| 11.                                     | Deuxième fois                                         |                                         | The Shin Sekaï                          | 4:20                                    |                                         |                                         |                                         |                                         |                                         |
| 12.                                     | Je ne dirai rien                                      |                                         | Black M, The Shin Sekaï                 | 3:43                                    |                                         |                                         |                                         |                                         |                                         |
| 13.                                     | Medley : Disque d'or / Qui t'a dit / Balader / Désolé |                                         | Sexion d'Assaut                         | 5:13                                    |                                         |                                         |                                         |                                         |                                         |
| 14.                                     | La Légende Black                                      |                                         | Black M, Dr. Bériz                      | 8:54                                    |                                         |                                         |                                         |                                         |                                         |
| 15.                                     | C'est tout moi                                        |                                         | Black M                                 | 3:54                                    |                                         |                                         |                                         |                                         |                                         |
| 16.                                     | Je garde le sourire                                   |                                         | Black M                                 | 3:55                                    |                                         |                                         |                                         |                                         |                                         |
| 17.                                     | Sur ma route                                          |                                         | Black M                                 | 7:46                                    |                                         |                                         |                                         |                                         |                                         |
| 75:00                                   |                                                       |                                         |                                         |                                         |                                         |                                         |                                         |                                         |                                         |

| 1.  | Solitaire (intro)                                  | Black M                           |  |
| 2.  | Spectateur                                         | Black M                           |  |
| 3.  | Mme Pavoshko                                       | Black M                           |  |
| 4.  | On s'fait du mal                                   | Black M                           |  |
| 5.  | Pour oublier                                       | Black M                           |  |
| 6.  | Medley : Qataris, À la vôtre, Jemaa El-Fna         | Black M                           |  |
| 7.  | Foutue mélodie                                     | Black M                           |  |
| 8.  | Ma musique                                         | Black M                           |  |
| 9.  | Le regard des gens                                 | Black M                           |  |
| 10. | Jessica                                            | Black M                           |  |
| 11. | Rêver                                              | The Shin Sekaï                    |  |
| 12. | Je reviendrai                                      | The Shin Sekaï                    |  |
| 13. | 2ème fois                                          | The Shin Sekaï                    |  |
| 14. | Je ne dirai rien                                   | Black M, The Shin Sekaï, Doomams  |  |
| 15. | Billet facile                                      | The Shin Sekaï, Abou Debeing, Dry |  |
| 16. | Medley : Disque d'or, Qui t'a dit, Balader, Désolé | Sexion d'Assaut                   |  |
| 17. | La Légende Black                                   | Black M, Dr. Bériz                |  |
| 18. | C'est tout moi                                     | Black M                           |  |
| 19. | Je garde le sourire                                | Black M                           |  |
| 20. | Sur ma route                                       | Black M                           |  |

## Classements hebdomadaires
| Classements (2015)           | Meilleure position |
| ---------------------------- | ------------------ |
| France (SNEP)                | 24                 |
| Belgique (Wallonie Ultratop) | 34                 |
| Suisse (Charts Romandie)     | 45                 |